# Resolutie 545 Veiligheidsraad Verenigde Naties
Resolutie 545 van de Veiligheidsraad van de Verenigde Naties werd op 20 december 1983 aangenomen, als laatste VN-Veiligheidsraadsresolutie van dat jaar. Veertien leden stemden voor. Enkel de Verenigde Staten onthielden zich. 

## Achtergrond
In 1968 hadden de Verenigde Naties het mandaat dat Zuid-Afrika over Namibië had gekregen beëindigd. Het land weigerde echter te vertrekken waarna de VN de Zuid-Afrikaanse administratie in Namibië illegaal verklaarden en Zuid-Afrika een wapenembargo oplegden. De buurlanden van Namibië die de Namibische onafhankelijkheidsstrijd steunden werden door Zuid-Afrika geïntimideerd met geregelde militaire invasies.

## Inhoud
De Veiligheidsraad:
- Heeft de verklaring van Angola gehoord.
- Is erg bezorgd over de voortdurende bezetting van delen van Zuid-Angola door Zuid-Afrika.
- Is erg bezorgd door het grote dodental en schade door de aanvallen en de bezetting.
- Herinnert aan de resoluties 387, 428, 447, 454 en 475.
- Herinnert eraan dat lidstaten geen bedreiging of geweld mogen gebruiken tegen de territoriale integriteit of onafhankelijkheid van enig land.
- Weet dat effectieve maatregelen moeten worden genomen om de wereldvrede te handhaven door de voortdurende schending van het Handvest door Zuid-Afrika.

1. Veroordeelt de voortdurende Zuid-Afrikaanse bezetting van delen van Angola.
2. Verklaart dat de bezetting van delen van Angola een schending is van de soevereiniteit, onafhankelijkheid en territoriale integriteit van Angola en de wereldvrede bedreigt.
3. Eist dat Zuid-Afrika zich onmiddellijk en onvoorwaardelijk terugtrekt uit Angola en alle schendingen tegen dat land staakt.
4. Overweegt dat Angola recht heeft op schadevergoeding.
5. Roept alle lidstaten op om niets te ondernemen dat de onafhankelijkheid, territoriale integriteit en soevereiniteit van Angola ondermijnt.
6. Vraagt de secretaris-generaal om de uitvoering van deze resolutie op de voet te volgen en te rapporteren.
7. Besluit om op de hoogte te blijven.

## Verwante resoluties
- Resolutie 535 Veiligheidsraad Verenigde Naties
- Resolutie 539 Veiligheidsraad Verenigde Naties
- Resolutie 546 Veiligheidsraad Verenigde Naties
- Resolutie 547 Veiligheidsraad Verenigde Naties

Lijst ·  529 ·  530 ·  531 ·  532 ·  533 ·  534 ·  535 ·  536 ·  537 ·  538 ·  539 ·  540 ·  541 ·  542 ·  543 ·  544 ·  545